# A Budapest Honvéd FC 2016–2017-es szezonja
A  Budapest Honvéd FC 2016–2017-es szezonja szócikk a Budapest Honvéd FC első számú férfi labdarúgócsapatának egy idényéről szól, mely sorozatban a 13., összességében pedig a 106. idénye a csapatnak a magyar első osztályban. A klub fennállásának ekkor volt a 107. évfordulója.

## OTP Bank Liga

### Első kör
| 1. forduló 2016. július 16., szombat 18.00 |

| Újpest                                            | 0 – 2               | Budapest Honvéd                                        |
| ------------------------------------------------- | ------------------- | ------------------------------------------------------ |
| Andrics 18' Kecskés 28' Diarra 58' Szankovics 69' | (0 – 2) Jegyzőkönyv | 4' (0–1) Hidi 44' (0–2) Eppel 12' Holender 89' Lovrics |

| Illovszky Rudolf Stadion, Budapest Nézőszám: 2 500 Játékvezető: Iványi Zoltán (magyar) Asszisztensek: Albert István és Farkas Balázs |

| 2. forduló 2016. július 23., szombat 20:30 |

| Budapest Honvéd    | 0 – 1               | Ferencvárosi TC                                                                 |
| ------------------ | ------------------- | ------------------------------------------------------------------------------- |
| Hidi 41' Eppel 60' | (0 – 1) Jegyzőkönyv | 7' (0–1) Böde 30' Gera Z. 32' Ramírez 62' Nalepa 65' Radó 67' Hüsing 91' Trinks |

| Bozsik József Stadion, Budapest Nézőszám: 2 384 Játékvezető: Kassai Viktor (magyar) Asszisztensek: Ring György és Alberto István |

| 3. forduló 2016. július 30., szombat 18:00 |

| Swietelsky Haladás         | 1 – 1               | Budapest Honvéd                       |
| -------------------------- | ------------------- | ------------------------------------- |
| Hajdú (1–0) 73' Iszlai 15' | (0 – 0) Jegyzőkönyv | 75' (1–1) Bošnjak 4' Hidi 89' Nagy G. |

| Soproni Városi Stadion, Sopron Nézőszám: 1 187 Játékvezető: Vad II István (magyar) Asszisztensek: Tóth II. Vencel és Becséri Gergyel |

| 4. forduló 2016. augusztus 6., szombat 18:00 |

| Diósgyőri VTK            | 0 – 3               | Budapest Honvéd                                           |
| ------------------------ | ------------------- | --------------------------------------------------------- |
| Lipták 47' José Nono 92' | (0 – 2) Jegyzőkönyv | 3' (0–1) · 45+1' (0–2) Eppel 90+3' Koszta Márk 64' Gazdag |

| DVTK-stadion, Miskolc Nézőszám: 3 797 Játékvezető: Szabó Zsolt (magyar) Asszisztensek: Tóth II. Vencel és Horváth Róbert |

| 5. forduló 2016. augusztus 13., szombat 18:00 |

| Budapest Honvéd                                                  | 3 – 1               | Paks                                                                                 |
| ---------------------------------------------------------------- | ------------------- | ------------------------------------------------------------------------------------ |
| Eppel (1–1) 67' · (2–1) 77' Vasziljevics 73' (3–1) 78' Botka 26' | (0 – 1) Jegyzőkönyv | 16' (0–1) Hahn 13' Kecskés 45' Lenzsér 56' Gévay 75′ Kulcsár D. 77' Kemenes 81' Báló |

| Bozsik József Stadion, Budapest Nézőszám: 1 465 Játékvezető: Solymosi Péter (magyar) |

| 6. forduló 2016. augusztus 17., szerda 19:00 |

| Vasas                                                 | 2 – 0               | Budapest Honvéd                  |
| ----------------------------------------------------- | ------------------- | -------------------------------- |
| Berecz (1–0) 28' Remili (2–0) 73' Ádám 48' Osváth 70' | (1 – 0) Jegyzőkönyv | 15' Holender 47′ Bobál 69' Eppel |

| Illovszky Rudolf Stadion, Budapest Nézőszám: 4 375 Játékvezető: Andó-Szabó Sándor (magyar) |

| 7. forduló 2016. augusztus 21., vasárnap 18:00 |

| Budapest Honvéd      | 0 – 0               | Gyirmót FC Győr        |
| -------------------- | ------------------- | ---------------------- |
| Botka 39' Gazdag 72' | (0 – 0) Jegyzőkönyv | 38' Présinger 66' Paku |

| Bozsik József Stadion, Budapest Nézőszám: 1 180 Játékvezető: Szilasi Szabolcs (magyar) |

| 8. forduló 2016. szeptember 10., szombat 18:00 |

| Mezőkövesd-Zsóry                                                       | 3 – 1               | Budapest Honvéd                           |
| ---------------------------------------------------------------------- | ------------------- | ----------------------------------------- |
| Bacselics-Grgics (1–1) 29' Strestyik 80' (2–1) 52' Egerszegi (3–1) 88' | (1 – 1) Jegyzőkönyv | 11' (0–1) 75′ Hidi 36' Lovrics 88' Baráth |

| Városi stadion, Mezőkövesd Nézőszám: 1 670 Játékvezető: Iványi Zoltán (magyar) |

| 9. forduló 2016. szeptember 17., szombat 18:00 |

| Budapest Honvéd                                                                          | 5 – 0               | MTK                              |
| ---------------------------------------------------------------------------------------- | ------------------- | -------------------------------- |
| Prosser (1–0) 16' Lanzafame (2–0) 20' Koszta (3–0) 44' Bobál (4–0) 65' Nagy G. (5–0) 72' | (3 – 0) Jegyzőkönyv | 19' Baki 63' Vogyicska 90' Kanta |

| Bozsik József Stadion, Budapest Nézőszám: 1 467 Játékvezető: Erdős József (magyar) |

| 10. forduló 2016. szeptember 20., kedd 20:00 |

| Debreceni VSC | 0 – 1               | Budapest Honvéd               |
| ------------- | ------------------- | ----------------------------- |
| Tőzsér 56'    | (0 – 1) Jegyzőkönyv | 6' (0–1) Lanzafame 86' Zsótér |

| Nagyerdei stadion, Debrecen Nézőszám: 1 685 Játékvezető: Vad II István (magyar) |

| 11. forduló 2016. szeptember 24., szombat 18:00 |

| Budapest Honvéd                    | 1 – 2               | Videoton                                               |
| ---------------------------------- | ------------------- | ------------------------------------------------------ |
| Lanzafame 66' (1–1) 47' Baráth 75' | (1 – 1) Jegyzőkönyv | 35' (0–1) Juhász 52' (1–2) Géresi 13' Loïc 81' Stopira |

| Bozsik József Stadion, Budapest Nézőszám: 2 051 Játékvezető: Berke Balázs (magyar) |

### Második kör
| 12. forduló 2016. október 15., szombat 18:00 |

| Budapest Honvéd     | 1 – 1               | Újpest                                   |
| ------------------- | ------------------- | ---------------------------------------- |
| Lanzafame (1–1) 69' | (0 – 0) Jegyzőkönyv | 52' (0–1) Lázok 68' Bardhi 89' Balogh B. |

| Bozsik József Stadion, Budapest Nézőszám: 2 713 Játékvezető: Andó-Szabó Sándor (magyar) |

| 13. forduló 2016. október 22., szombat 18:00 |

| Ferencvárosi TC                                                       | 3 – 2               | Budapest Honvéd                                                |
| --------------------------------------------------------------------- | ------------------- | -------------------------------------------------------------- |
| Böde (1–0) 26' Hajnal (2–0) 44' Djuricin (3–0) 60' Čukić 22' Nagy 77' | (2 – 0) Jegyzőkönyv | 73' (3–1) 86' Kamber 78' (3–2) Lanzafame 11' Hajdú 90+3' Botka |

| Groupama Aréna, Budapest Nézőszám: 7 072 Játékvezető: Karakó Ferenc (magyar) Asszisztensek: Albert István és Medovarszki János |

| 14. forduló 2016. október 29., szombat 15:30 (M4 Sport) |

| Budapest Honvéd                                                         | 2 – 1               | Swietelsky Haladás                                            |
| ----------------------------------------------------------------------- | ------------------- | ------------------------------------------------------------- |
| Lanzafame (1–0) 42' (11-esből) Prosser (2–0) 45+1' Botka 45' Kamber 75' | (2 – 1) Jegyzőkönyv | 45+3' (2–1) 39' Gaál 40' Rácz 45' Halmosi 62' Kovács 86' Wils |

| Bozsik József Stadion, Budapest Nézőszám: 2 832 Játékvezető: Erdős József (magyar) Asszisztensek: Farkas Balázs és Szalai Balázs |

| 15. forduló 2016. november 5., szombat 15:30 |

| Budapest Honvéd                                                            | 2 – 0               | Diósgyőri VTK             |
| -------------------------------------------------------------------------- | ------------------- | ------------------------- |
| Lanzafame 80' (1–0) 74' Koszta (2–0) 84' Lovrics 57' Baráth 86' Gazdag 88' | (0 – 0) Jegyzőkönyv | 72' Dausvili 81' Novothny |

| Bozsik József Stadion, Budapest Nézőszám: 1 575 Játékvezető: Kassai Viktor (magyar) Asszisztensek: Berettyán Péter és Szert Balázs |

| 16. forduló 2016. november 19., szombat 15:30 |

| Paks                                                  | 1 – 1               | Budapest Honvéd                                              |
| ----------------------------------------------------- | ------------------- | ------------------------------------------------------------ |
| Szabó J. (1–0) 8' Gévay 45+3' Kecskés 62' Lenzsér 64' | (1 – 1) Jegyzőkönyv | 45' (1–1) Szabó J. 54' Botka 65' Gazdag 74' Hidi 85' Prosser |

| Fehérvári úti stadion, Paks Játékvezető: Szabó Zsolt (magyar) Asszisztensek: Erős Gábor és Horváth Róbert |

| 17. forduló 2016. november 26., szombat 15:30 |

| Budapest Honvéd                                              | 2 – 1               | Vasas SC                                                       |
| ------------------------------------------------------------ | ------------------- | -------------------------------------------------------------- |
| Prosser (1–1) 81' Eppel (2–1) 90+1' Lovrics 33' Holender 48' | (0 – 0) Jegyzőkönyv | 71' (1–0) 85' Pavlov 35' Remili 61' Burmeister 90' Risztevszki |

| Bozsik József Stadion, Budapest Nézőszám: 2 908 Játékvezető: Iványi Zoltán (magyar) Asszisztensek: Berettyán Péter és Varga Zsolt |

| 18. forduló 2016. december 3., szombat 15:30 |

| Gyirmót FC Győr | 0 – 4               | Budapest Honvéd                                                                 |
| --------------- | ------------------- | ------------------------------------------------------------------------------- |
| Filkor 80'      | (0 – 0) Jegyzőkönyv | 49' (0–1) Prosser 61' (0–2) Holender 78' (0–3) Kamber 83' (0–4) Hidi 72' Koszta |

| Alcufer stadion, Gyirmót Nézőszám: 954 Játékvezető: Pintér Csaba (magyar) Asszisztensek: Király Krisztián és Becséri Gergely |

| 19. forduló 2016. december 10., szombat 15:30 |

| Budapest Honvéd            | 1 – 0               | Mezőkövesd Zsóry FC                      |
| -------------------------- | ------------------- | ---------------------------------------- |
| Eppel (1–0) 70' Koszta 80' | (0 – 0) Jegyzőkönyv | 49' Molnár 61' Devecseri 90+1' Mevoungou |

| Bozsik József Stadion, Budapest Nézőszám: 1 679 Játékvezető: Berke Balázs (magyar) Asszisztensek: Viszokai László és Horváth Róbert |

| 20. forduló 2016. december 18., vasárnap 15:30 |

| MTK Budapest FC                            | 1 – 2               | Budapest Honvéd                                  |
| ------------------------------------------ | ------------------- | ------------------------------------------------ |
| Torghelle 66′ (1–0) 59' Poór 37' Ramos 86' | (0 – 0) Jegyzőkönyv | 49' (1–1) Lanzafame 77' (1–2) Eppel 45+1' Koszta |

| Hidegkuti Nándor Stadion, Budapest Nézőszám: 2 706 Játékvezető: Pintér Csaba (magyar) Asszisztensek: Tóth II. Vencel és Szalai Balázs |

Marco Rossié az élvonal legjobb formában lévő csapata, ha eltekintünk a hosszú téli szünettől! A kispestiek – egyedüliként a mezőnyből – a legutóbbi négy bajnoki mérkőzésüket megnyerték (közben a Ferencvárostól kikaptak a Groupama Arénában Magyar Kupa-mérkőzésen, ám hátrányuk ledolgozható a március elsejei visszavágón), a legutóbbi öt bajnoki meccseket figyelembe véve egyedüliként veretlenek a mezőnyből. A Bozsik József Stadionban október 15. óta nem veszítettek pontot. A kiesőjelöltek közé visszacsúszott, ám a címvédő Ferencváros ellen, hazai pályán, a tavaszi nyitányon pontot szerző DVSC szeptember 24. óta mindössze egy bajnoki meccsét, a Gyirmót ellenit nyerte meg. Idegenben a legutóbbi két találkozóját szerzett gól nélkül elveszítette a Haladás és az Újpest ellen.
| 21. forduló 2017. február 25., szombat 15:30 (tv: M4 Sport) |

| Budapest Honvéd FC | 1 – 0               | Debreceni VSC  |
| ------------------ | ------------------- | -------------- |
| Eppel (1–0) 85'    | (0 – 0) Jegyzőkönyv | 90+2' Brkovics |

| Bozsik József Stadion, Budapest Nézőszám: 2 019 Játékvezető: Berke Balázs (magyar) Asszisztensek: Varga Zsolt és Lémon Oszkár, alapvonali: Vad II. István és Nagy Róbert |

Budapest Honvéd: Gróf — Lovrics, Kamber, Bobál (Kabangu  62') — King, Gazdag, Hidi, Koszta (Zsótér  75'), Laczkó (Baráth  82') — Eppel, Lanzafame · Fel nem használt cserék: Horváth (kapus), Holender, Vasziljevics, Nagy · Vezetőedző: Marco Rossi
Az első félidőben jobbára a Honvéd akaratának megfelelően alakult a játék, ám igazán nagy gólhelyzetet a hazai csapat sem tudott kialakítani. A második játékrészben folyamatosan lett egyre nagyobb a hazaiak fölénye, a hajdúságiak csak elvétve jutottak el a Honvéd tizenhatosának előterébe. A DVSC kapusa, Danilovics több bravúros védést is bemutatott, ám a 85. percben Eppel Márton kísérleténél már ő is tehetetlen volt (1–0), így a kispestiek otthon tartották mindhárom pontot.

A Videoton FC szenzációs hazai mérleggel dicsekedhet a rossz idénykezdet után a Pancho Arénában, augusztus eleje óta nyolc mérkőzéséből hetet megnyert, csak a Ferencvárossal játszott döntetlent. Az első tavaszi bajnokiján hátrányba került ugyan az Újpest ellen, de aztán öt gólt szerezve fordított. Kevésbé volt hatékony (sőt…) a Groupama Arénában, de ilyen szempontból a hazai és az idegenbeli Vidi mintha két csapat lenne. A Bp. Honvéd, a listavezető, a legutóbbi nyolc fordulóban veretlen maradt, a legutóbbi öt mérkőzését megnyerte. Nem rossz az idegenbeli mérlege sem (különösen a legutóbbi időkben), de eddig még rangadót nem tudott nyerni vendégként. A Videoton FC ellen, idegenben, 2013 októberében nyert legutóbb, természetesen még a Sóstói Stadionban.
| 22. forduló 2017. március 4., szombat 15:30 (tv: M4 Sport) |

| Videoton FC                                                                  | 3 – 0               | Budapest Honvéd FC                     |
| ---------------------------------------------------------------------------- | ------------------- | -------------------------------------- |
| Lazovics (1–0) 38' · (3–0) 85' Scsepovics 79' (2–0) 76' Juhász 40' Varga 67' | (1 – 0) Jegyzőkönyv | 37′, 61′ Lovrics 75' Bobál 88' Kabangu |

| Pancho Aréna, Felcsút Nézőszám: 2 749 Játékvezető: Andó-Szabó Sándor (magyar) Asszisztensek: Varga Balázs és Szert Balázs, alapvonali: Iványi Zoltán és Németh Ádám |

Budapest Honvéd: Gróf — Lovrics, Kamber, Bobál — King, Zsótér, Hidi (Nagy  84'), Gazdag, Laczkó  (Holender  23') — Lanzafame, Eppel (Kabangu  71') · Fel nem használt cserék: Horváth (kapus), Koszta, Vasziljevics, Villám · Vezetőedző: Marco Rossi
Mindkét csapat a biztonságra helyezte a fő hangsúlyt, a Honvéd a megszokott szervezett játékát hozta, míg a Vidi a szokásosnál védekezőbb összeállításban kezdte a mérkőzést. Ennek megfelelően kevés lehetőség adódott a kapuk előtt, az első félórában egy-egy lesgólt szereztek a csapatok. A 38. percben megvillant a Vidi támadósora: Lazovics remek ütempasszával Suljics törhetett volna kapura, de ő inkább sarokkal visszatette a labdát Lazovicsnak, aki remek mozdulattal, 18 méterről a kifutó kapus fölött a hálóba ívelt (1–0). A második félidőt sokkal aktívabban kezdte a Honvéd, és még azt követően is veszélyesebb volt, hogy a 61. percben Lovricsot kiállította a játékvezető. A Vidi türelmesen várt a lehetőségekre, és ki is használta az adódó helyzeteket: a 76. percben a Lazovics ellen elkövetett szabálytalanságért megítélt büntetőt Scsepovics értékesítette (2–0), majd a 85. percben Lazovics egy labdaszerzést követően 15 méterről lőtte ki a bal alsó sarkot (3–0), kialakítva a végeredményt. Győzelmével a Vidi visszavette az első helyet a tabellán a Honvédtól.

### Harmadik kör
| 23. forduló 2017. március 11., szombat 18:00 |

| Újpest FC                                 | 1 – 1               | Budapest Honvéd FC                                              |
| ----------------------------------------- | ------------------- | --------------------------------------------------------------- |
| Angelov (1–1) 90+1' Heris 17' Kecskés 56' | (0 – 1) Jegyzőkönyv | 27' (0–1) 24' Zsótér 30' Holender 72' Lanzafame 90' Ikenne-King |

| Szusza Ferenc Stadion, Budapest Nézőszám: 3 130 Játékvezető: Kassai Viktor (magyar) Asszisztensek: Tóth II. Vencel és Becséri Gergely |

Budapest Honvéd: Gróf — King, Bobál, Kamber, Baráth — Hidi, Gazdag — Holender (Villám  75'), Eppel (Kabangu  74'), Zsótér (Koszta  82') — Lanzafame · Fel nem használt cserék: Horváth (kapus), Vasziljevics, Nagy, Balázs · Vezetőedző: Marco Rossi
A találkozó elején az Újpest alakított ki több lehetőséget, melyek magukban hordozták a gólszerzés esélyét, egy védelmi hibát kihasználva azonban - Mohl nem tudott rendesen felszabadítani egy beadás után - Zsótér bombagóljával mégis a vendégek szereztek vezetést. Ez annyira megzavarta a lila-fehéreket, hogy kis híján gólt lövettek Lanzafaméval, de az olasz támadó nem bírt egy az egyben Balajczával, igaz, a kapus a támadó lábát is elsodorta a 16-oson belül. A fordulást követően óriási erőbedobással indultak meg a lila-fehérek az egyenlítés érdekében, és sorozatban alakították ki a helyzeteket, míg a kispestiek gyors kontrákkal próbáltak veszélyeztetni. Éppen ezért kifejezetten izgalmas, lüktető 20-30 percet láthatott a közönség, a hajrára azonban az Újpest kissé elkészült az erejével, így a támadások is alább hagytak. Ennek ellenére a 91. percben egy szöglet utáni kavarodásban az Újpest egyenlíteni tudott, ezzel egy pontot otthon tartott.
| Csapat | Labdabirtoklás | Lövés | Kaput talált lövés | Gól | Szöglet | Szabálytalanság | Les | Sárga lap | Piros lap | Pontos passz | Megnyert párharc |
| ------ | -------------- | ----- | ------------------ | --- | ------- | --------------- | --- | --------- | --------- | ------------ | ---------------- |
| Újpest | 28:05 (57,76%) | 8     | 4                  | 1   | 9       | 13              | 8   | 2         | 0         | 375 (75,15%) | 110 (53,14%)     |
| Honvéd | 20:32 (42,24%) | 10    | 3                  | 1   | 5       | 19              | 3   | 4         | 0         | 250 (71,23%) | 97 (46,86%)      |

- A két csapat legutóbbi nyolc egymás elleni bajnokijából öt döntetlenre végződött.
- Ugyanakkor a Budapest Honvéd november 19. óta először „ikszelt” az OTP Bank Ligában (16. forduló, Paks–Honvéd 1–1).
- Október 22. óta először fordult elő, hogy  Marco Rossi csapata két egymást követő bajnokiján nyeretlen maradt (12. forduló, Honvéd–Újpest 1–1 és 13. forduló, Ferencváros–Honvéd 3–2).
- Zsótér Donát 2016. április 20. óta az első bajnoki gólját lőtte.
- Az Újpest továbbra is nyeretlen a Szusza Ferenc Stadionba visszatérése óta. Pályaválasztóként augusztus 13. óta egyetlen mérkőzését tudta megnyerni.
- A lila–fehérek négy gólt szereztek eddig 2017-ben a bajnokságban. Egyik gól „gazdája” sem játszotta végig az ominózus mérkőzést, Perovicsot mindkétszer lecserélte Nebojsa Vignjevics, Szűcs Kristóf és Viktor Angelov pedig egyaránt a hajrára állt be. A macedón csatár NB I–es pályafutása első gólt lőtte a Honvéd kapujába, mindössze hét perccel a beállása után.
- A mostani bajnoki szezonban az Újpest eddigi 23 mérkőzéséből tíz döntetlenre végződött.[9]

| 24. forduló 2017. április 1., szombat 20:30 |

| Budapest Honvéd FC               | 2 – 1               | Ferencváros      |
| -------------------------------- | ------------------- | ---------------- |
| Zsótér (1–0) 20' Eppel (2–0) 32' | (2 – 1) Jegyzőkönyv | 39' (2–1)Moutari |

| Bozsik József Stadion, Budapest Nézőszám: 5 697 Játékvezető: Solymosi Péter (magyar) Asszisztensek: Albert István és Márkus Tamás |

| 25. forduló 2017. április 8., szombat 18:00 |

| Szombathelyi Haladás | 0 – 1               | Budapest Honvéd FC |
| -------------------- | ------------------- | ------------------ |
|                      | (0 – 0) Jegyzőkönyv | 89' (0–1)Eppel     |

| Soproni városi stadion, Szombathely Nézőszám: 2 130 Játékvezető: Erdős József (magyar) Asszisztensek: Tóth II. Vencel és Viszokai László |

| 26. forduló 2017. április 11., kedd 18:00 |

| Diósgyőri VTK                  | 2– 0                | Budapest Honvéd FC |
| ------------------------------ | ------------------- | ------------------ |
| Karan (1–0) 24' Vela (2–0) 60' | (1 – 0) Jegyzőkönyv |                    |

| Városi stadion, Mezőkövesd Nézőszám: 2 625 Játékvezető: Bognár Tamás (magyar) Asszisztensek: Lémon Oszkár és Takács Gábor |

| 27. forduló 2017. április 15., szombat 18:00 |

| Budapest Honvéd FC               | 2– 0                | Paksi FC |
| -------------------------------- | ------------------- | -------- |
| Eppel (1–0) 18' Zsótér (2–0) 39' | (2 – 0) Jegyzőkönyv |          |

| Bozsik József Stadion, Budapest Nézőszám: 2 000 Játékvezető: Berke Balázs (magyar) Asszisztensek: Varga Zsolt és Szalai Balázs |

| 28. forduló 2017. április 22., szombat 20:30 (tv: M4 Sport) |

| Vasas SC                          | 1 – 0               | Budapest Honvéd FC    |
| --------------------------------- | ------------------- | --------------------- |
| Burmeister (1–0) 42' Korcsmár 62' | (1 – 0) Jegyzőkönyv | 8' Zsótér 45' Lovrics |

| Szusza Ferenc Stadion, Budapest Nézőszám: 4 854 Játékvezető: Erdős József (magyar) Asszisztensek: Király Krisztián és Huszár Balázs |

| 29. forduló 2017. április 29., szombat 18:00 |

| Budapest Honvéd FC                              | 1 – 0               | Gyirmót FC                                                  |
| ----------------------------------------------- | ------------------- | ----------------------------------------------------------- |
| Bobál 32' Gazdag 83' Lanzafame(1–0) 90+5' 90+6' | (1 – 0) Jegyzőkönyv | 26' Radeljić 41' Vass 58' Nagy S. 59' Simon Á. 80' Simon A. |

| Bozsik József Stadion, Budapest Nézőszám: 2 347 Játékvezető: Szőts Gergely (magyar) Asszisztensek: Berettyán Péter és Medovarszki János |

| 30. forduló 2017. május 6., szombat 18:00 |

| Mezőkövesd-Zsóry FC                         | 1 – 5               | Budapest Honvéd FC                                                                                            |
| ------------------------------------------- | ------------------- | --- |
| Kink (1–0) 17' Hudák 13' Gohér 23' Vági 48' | (1 – 0) Jegyzőkönyv | 51' (1–1) Kamber 67' (1–2) • 88' (1–5) Lanzafame 75' (1–3) Bobál 84' (1–4) Eppel 15' Nagy 48' Baráth 81' Gróf |

| Városi stadion, Mezőkövesd Nézőszám: 2 105 Játékvezető: Szabó Zsolt (magyar) Asszisztensek: Ring György és Király Krisztián |

| 31. forduló 2017. május 13., szombat 18:00 |

| Budapest Honvéd FC                                            | 2 – 1               | MTK Budapest FC             |
| ------------------------------------------------------------- | ------------------- | --------------------------- |
| Holender (1–0) 64' Korozmán (2–1) 83' Baráth 74' Villám 90+3' | (0 – 0) Jegyzőkönyv | 65' (1–1) Ramos 54' Borbély |

| Bozsik József Stadion, Budapest Nézőszám: 3 370 Játékvezető: Solymosi Péter (magyar) Asszisztensek: Király Krisztián és Becséri Gergely |

Az utóbbi hónapokban, években, a Honvéd lett a DVSC egyik mumusa. A kispestiek a legutóbbi három mérkőzést (ezekből kettőt Debrecenben) megnyerték, méghozzá kapott gól nélkül: tavalyi szezonban a 25. fordulóban 3–0, Debrecenben; a 10. fordulóban 1–0, Debrecenben; a 21. fordulóban 1–0, Kispesten. Előtte három találkozó döntetlenül végződött: tavalyelőtti szezonban a 25. fordulóban 1–1, Kispesten; tavalyi szezonban a 3. fordulóban 3–3, Kispesten; tavalyi szezonban a 14. fordulóban 0–0, Debrecenben. A Loki 2014. október 4. óta nyeretlen a Honvéd ellen, akkor a 10. fordulóban 4–0-ra győztek hazai pályán Tisza, Sidibe, Vadnai és Varga találataival. Amennyiben Marco Rossi együttese nyer, a Videoton veresége esetén már bajnok. Győzelme esetén, amennyiben a Videoton pontot, vagy pontokat szerez a Ferencváros ellen, a Honvédnak elég a döntetlen az utolsó játéknapon. A kispestiek vendégként a legutóbbi hat meccsükből csak kettőt, a Haladás és a Mezőkövesd ellenit nyerték meg. A DVSC még nincsen biztonságban a bennmaradást illetően, de ha nyer, bármit is játszik az MTK az utolsó két fordulóban, már nem előzheti meg. A DVSC a legutóbbi négy hazai bajnokiján tíz pontot szerzett (3 győzelem: a 25. fordulóban Gyirmót ellen 2–1, a 28. fordulóban Haladás ellen 4–2 és a 30. fordulóban Újpest ellen 1–0 mind hazai pályán, valamint 1 döntetlen: a 27. fordulóban MTK ellen 0–0 szintén hazai pályán).
| 32. forduló 2017. május 20., szombat 18:00 (tv: M4 Sport) |

| Debreceni VSC                                                         | 2 – 5               | Budapest Honvéd FC                                                    |
| --------------------------------------------------------------------- | ------------------- | --------------------------------------------------------------------- |
| Jovanovics (1–3) 59' Szok 67' (2–3) 66' Danilovics 45+1' Ferenczi 68' | (0 – 3) Jegyzőkönyv | 4' (0–1) • 37' (0–3) • 90+2' (2–5) Koszta 25' (0–2) • 82' (2–4) Eppel |

| Nagyerdei stadion, Debrecen Nézőszám: 6 328 Játékvezető: Farkas Ádám (magyar) Asszisztensek: Theodoros Georgiou és Márkus Tamás |

- Debreceni VSC: Danilovics (Verpecz  szünetben) — Osváth (Szok  62'), Szatmári, Brkovics, Ferenczi — Jovanovics, Tőzsér , Mengolo — Handzsics, Holman, Könyves (Filip  szünetben)  Fel nem használt cserék: Mészáros N., Feltscher, Szekulics, Nagy · Vezetőedző: Leonel Pontes

Kiválóan kezdte a bajnokaspiráns a meccset: Koszta már a 4. percben vezetést szerzett, miután egy levágódó labdát helyezett a hálóba (0–1). Szinte azonnal egyenlíthetett volna a Loki, amely a 11. percben büntetőhöz jutott, Holman azonban hibázott, Gróf védett. Ez a meccs fordulópontja lett, hiszen egyenlítés helyett nem sokkal később növelte előnyét a Honvéd: Eppel kilépett egy jó labdával és higgadtan helyezett a hálóba a félidő közepén (0–2). Újabb 12 perc elteltével már három gól volt a különbség, egy szépen kijátszott akció végén Ikenne-King átadását Koszta értékesítette (0–3). Sőt, majdnem megszületett a negyedik találat is, ám Eppel óriási helyzetben a kapu fölé lőtt, de így is biztos kispesti előnnyel fordultak a csapatok. Fordulás után sem utalt semmi arra, hogy még lehetnek izgalmak a meccsen, de nem így lett. Előbb az 58. percben Jovanovics szépített a semmiből (1–3), majd nem sokkal később Szuk volt eredményes fejjel (2–3), így egycsapásra kiélezett lett a hajrá. Amelyből a vendégek jöttek ki jobban: szűk tíz perccel a vége előtt Eppel fejjel mindent eldöntött (2–4), sőt, a hosszabbításban Koszta is betalált, mesterhármasa után így 5–2-re nyert a Honvéd, amely ismét lépett egyet a bajnoki arany felé.
Gratulálok a Budapest Honvédnak a győzelemhez, fair csapatot ismertem meg bennük. Az első harminc percben szervezetlen volt a csapat, az első fordulópont a 11-es kihagyása volt. A szünet után kiegyenlítettebbé tettük a játékot, 2–3-nál bíztunk az egalizálásban. A 80. perc után a csapatot elragadta a hév, és nem úgy tartották be a taktikai utasításokat. Két kontrából két gólt ért el az ellenfél. A foci egy érzelmekkel teli sport, a kapusunk elragadtatta magát az első félidő végén, ezért hoztam meg a döntést, hogy a csapat fontosabb.
Már az első félidőben lezárt mérkőzésnek tűnt ez a találkozó, nem ez lett a vége. A második játékrész elején a Debrecen rúgott két olyan gólt, amiről tudtuk, hogy ez az erősségük. Köszönöm a játékosoknak, hogy beletették a szívüket a játékba és hogy visszajöttünk a mérkőzésbe a második félidő második részében.
| 33. forduló "Bajnoki döntő" 2017. május 27., szombat 19:00 |

| Budapest Honvéd FC                                        | 1 – 0               | Videoton FC                 |
| --------------------------------------------------------- | ------------------- | --------------------------- |
| Eppel (1–0) 60' Lanzafame 41' Zsótér 68' Vasziljevics 83' | (0 – 0) Jegyzőkönyv | 41' Lazovics 90+3' Vinícius |

| Bozsik József Stadion, Budapest Nézőszám: 8 516 Játékvezető: Bognár Tamás (magyar) Asszisztensek: Buzás Balázs és Szert Balázs |

## Magyar kupa

### 6. forduló
| 2016. szeptember 14., szerda 15:30 |

| Mórahalom VSE (NB III)                 | 1 – 7               | Budapest Honvéd |
| -------------------------------------- | ------------------- | --- |
| Busa Bence (1–5) 72' Magyar György 16' | (0 – 2) Jegyzőkönyv | 36' (0–1) • 65' (0–5) • 82' (1–6) Prosser 41' (0–2) • 83' (1–7) Holender 46' (0–3) Balázs 60' (0–4) Vasziljevics 86' Göblyös |

| Mórahalom Városi Stadion, Mórahalom Játékvezető: Takács Tamás (magyar) |

### 7. forduló
| 2016. október 26., szerda 13:30 |

| Rákosmente KSK (NB III)                   | 1 – 6               | Budapest Honvéd                                                                                  |
| ----------------------------------------- | ------------------- | ------------------------------------------------------------------------------------------------ |
| Kokenszky (1–4) 76' Vattai 81' Markek 84' | (0 – 2) Jegyzőkönyv | 8' (0–1) • 66' (0–4) Hidi 23' (0–2) Holender 64' (0–3) Kabangu 85' (1–5) • 90+2' (1–6) Tömösvári |

| Rákosmenti Rojik FC sporttelep, Budapest Játékvezető: Molnár Attila (magyar) Asszisztensek: Horváth Zoltán és Bertalan Dávid |

Honvéd FC: Horváth — King, Lovrics, Baráth, Hajdú (Palmes  66') — Hidi, Nagy G., Vasziljevics — Prosser (Kabangu  55'), Balázs, Holender (Tömösvári  71')

### 8. forduló
| 8. forduló 2016. november 30., szerda 12:00 |

| Ménfőcsanak ESK (megye I) | 0 – 5               | Budapest Honvéd                                                               |
| ------------------------- | ------------------- | ----------------------------------------------------------------------------- |
|                           | (0 – 3) Jegyzőkönyv | 28' (0–1) Prosser 37' (0–2) Kabangu 43' (0–3) • 70' (0–4) • 72' (0–5) Kabangu |

| Ménfőcsanak ESK Sporttelep, Győr–Ménfőcsanak Játékvezető: Dr. Kovács Gergely (magyar) Asszisztensek: Kóbor Péter és Kulman Tamás |

Honvéd FC: Horváth — Botka, Lovrics, Bobál, Hajdú — Nagy G. (Göblyös  58'), Vasziljevics, Zsótér — Prosser, Balázs (Bíró  73'), Kabangu (Tömösvári  68')

### Nyolcaddöntő

#### 1. mérkőzés
| 2017. február 11., szombat 18:00 |

| Ferencvárosi TC                                                | 2 – 1               | Budapest Honvéd                            |
| -------------------------------------------------------------- | ------------------- | ------------------------------------------ |
| Moutari (1–0) 32' Leandro 81' (2–0) 51' Botka 45' Djuricin 54' | (1 – 0) Jegyzőkönyv | 88' (2–1) Lanzafame 50' Laczkó 54' Lovrics |

| Groupama Aréna, Budapest Nézőszám: 6 817 Játékvezető: Iványi Zoltán (magyar) Asszisztensek: Albert István és Buzás Balázs |

Honvéd FC: Gróf — Laczkó (Baráth  52'), Kamber, Lovrics — King, Gazdag (Vasziljevics  79'), Hidi, Nagy G., Holender (Kabangu  55') — Lanzafame, Eppel

#### Visszavágó
| 2017. március 1., szerda 20:30 (tv: M4 Sport) |

| Budapest Honvéd         | 0 – 2               | Ferencvárosi TC                 |
| ----------------------- | ------------------- | ------------------------------- |
| Holender 57' King 90+2' | (0 – 1) Jegyzőkönyv | 30' (0–1) Nalepa 51' (0–2) Böde |

| Bozsik József Stadion, Budapest Nézőszám: 3 128 Játékvezető: Bognár Tamás (magyar) Asszisztensek: Tóth II. Vencel és Viszokai László |

Honvéd FC: Gróf — Baráth, Lovrics, Kamber — King, Vasziljevics, Hidi (Gazdag ( 54'), Nagy G. (Kabangu  54'), Holender (Zsótér  66') — Lanzafame, Eppel
Továbbjutott: a Ferencváros, 4–1-es összesítéssel.

## Játékoskeret
2016. szeptember 10-i állapot szerint. A vastagon szedett játékosok rendelkeznek felnőtt válogatott mérkőzéssel.
| No. |                                 | Poszt | Játékos             |
| --- | ------------------------------- | ----- | ------------------- |
| 1   | UKR                             | K     | Olekszandr Nad      |
| 2   | HUN                             | V     | Bobál Dávid         |
| 6   | HUN                             | KP    | Gazdag Dániel       |
| 7   | ITA                             | CS    | Davide Lanzafame    |
| 8   | NGR                             | V     | George Ikenne-King  |
| 9   | HUN                             | CS    | Eppel Márton        |
| 11  | Kongói Demokratikus Köztársaság | CS    | Dark Kadima Kabangu |
| 17  | HUN                             | CS    | Prosser Dániel      |
| 18  | HUN                             | K     | Horváth András      |
| 19  | HUN                             | KP    | Koszta Márk         |
| 20  | HUN                             | KP    | Kovács Dániel       |
| 21  | HUN                             | V     | Botka Endre         |
| 22  | HUN                             | KP    | Göblyös Dániel      |
| 23  | HUN                             | KP    | Zsótér Donát        |

| No. |     | Poszt | Játékos          |
| --- | --- | ----- | ---------------- |
| 24  | BIH | KP    | Đorđe Kamber     |
| 25  | CRO | V     | Ivan Lovrić      |
| 26  | HUN | KP    | Hidi Patrik      |
| 27  | HUN | V     | Márton András    |
| 30  | ROU | V     | Raul Palmes      |
| 36  | HUN | V     | Baráth Botond    |
| 38  | HUN | V     | Hajdú Ádám       |
| 44  | HUN | K     | Vajda Dániel     |
| 55  | HUN | KP    | Lukács Dániel    |
| 57  | HUN | KP    | Filip Holender   |
| 66  | SER | KP    | Dušan Vasiljević |
| 77  | HUN | KP    | Nagy Gergő       |
| 92  | HUN | CS    | Balázs Zsolt     |
| 99  | HUN | K     | Gróf Dávid       |